# Mangartska skupina
Mangartska skupina je greben v Zahodnih Julijskih Alpah, po katerem poteka državna meja z Italijo
Greben, ki tvori gorsko skupino Mangarta se prične na prelazu Predel in poteka proti vzhodu čez vrh Mangarta do roba nad Mangartsko dolino, kjer se zlije  z grebenom Ponc. Južni del grebena prehaja v gorsko skupino Jalovca, od katere jo loči Kotovo sedlo. Vzhodni del Mangartske skupine sestavlja enoten greben, medtem ko se v severozahodnem delu skupine izloči nov tako imenovani Zahodni del Mangartske skupine, ki oklepa Mangartsko dolino in Remšendol.
Najpogosteje obiskan vrh v vsej skupini je Mangart, ki spada med velike vrhove Julijskih Alp. Za alpiniste je najzanimivejša severna stena Mangarta, ki spada med največje in najlepše stene v Julijcih.

## Dostop
- od koče Luigi Zacchi